# Aphanes berteroana
Aphanes berteroana är en rosväxtart som beskrevs av Werner Hugo Paul Rothmaler. Aphanes berteroana ingår i släktet jungfrukammar, och familjen rosväxter. Inga underarter finns listade i Catalogue of Life.